# Сапир, Жак
Жак Сапи́р (фр. Jacques Sapir; 24 марта 1954, Пюто) — французский экономист, научный сотрудник (directeur d'études) Высшей школы социальных наук (EHESS), директор Центра исследований индустриализации CEMI-EHESS (фр. Centre d'études des modes d'industrialisation). Иностранный член Российской академии наук.

## Биография
Жак Сапир родился в 1954 году в семье психоаналитика Мишеля Сапира (1915—2002), одного из лидеров Фронта национального сопротивления в Приморских Альпах, и Мари-Терез Рубо. Его отец родился в Москве в еврейской буржуазной семье, покинувшей Россию после Октябрьской революции. Его мать была дочерью аптекаря из Ванса. Его родители встретились в Ницце в 1943 году, во время Сопротивления.
В 1976 году окончил Sciences Po.
В 1986 году получил государственную докторскую степень по экономике в университете Париж Х Нантер с диссертацией на тему «Ритмы накопления и способы регулирования советской экономики: попытка интерпретации инвестиционного и трудового циклов в СССР с 1941 года по настоящее время».
В 1978—1982 годах работал преподавателем в лицее, в 1982—1990 годах преподавал экономику в университете Париж Х Нантер.
C 1990 года работал в Высшей школе социальных наук (EHESS), в 1996 году стал научным сотрудником.
В 1993—2000 годах преподавал в российской Высшей школе экономики.
В октябре 2016 года избран членом (иностранным) Российской академии наук.
В настоящее время преподаёт в Московской школе экономики.
Специалист по исследованиям проблем России и стран СНГ.
Его политические позиции суверенистские. Он поддерживает выход из еврозоны. Французские СМИ считают его «пророссийским» и «заговорщиком».
Он завсегдатай клуба «Валдай», где он один из редких французов, которых приглашают принять участие и послушать ежегодную речь Владимира Путина.
В 2022 году, после вторжения России в Украину, Жак Сапир приостановил свое участие в СМИ RT France и Sputnik, незадолго до их запрета. Он осуждает «неоправданное и неприемлемое» нападение России, подчеркивая при этом законность недоверия России к расширению НАТО.
В феврале 2023 года в журнале «Омерта» он раскритиковал экономические санкции, введенные против России после вторжения на Украину, объяснив, что они принесут больше вреда Франции, чем России.

## Общественная научная деятельность
Член редколлегий ряда французских научно-исследовательских журналов.
Член редколлегии журнала «Экономика в промышленности» (Москва).
Научный советник нескольких организаций и программ (Европейская комиссия, TACIS, PHARE и др.)
Сторонник выхода Франции из еврозоны. Преподаёт экономику, по его собственным словам, в соответствии со своими «неортодоксальными и малораспространёнными взглядами на границе Маркса и Кейнса, а также противостоящих последнему Шекла и Хайека».